# مایک دی. راجرز
مایک دی. راجرز (به انگلیسی: Mike D. Rogers) نمایندهٔ حوزه انتخابیه سوم آلاباما از حزب جمهوری‌خواه ایالات متحده آمریکا در مجلس نمایندگان ایالات متحده آمریکا است که برای نخستین‌بار در ۲۴ ژانویه ۲۰۰۳ میلادی به‌عضویت این مجلس درآمد.